# Shukar Collective
Shukar Collective – rumuński zespół muzyczny z Bukaresztu. Grupę stworzyli dwaj rumuńscy DJ-eje: Dj Vasile (Lucian Stan) i Dan Handrabur (Dreamdoktor). Zespół należy do bukareszteńskiej sceny alternatywnej.
Ich twórczość to połączenie muzyki etnicznej, rockowej i techno. Grupa nawiązuje do muzycznych tradycji romskich plemion koczowniczych Ursari, gdzie mężczyźni na bębnach i łyżkach przygrywali do tańca niedźwiedziom. Dziś ursari kojarzy się raczej z tradycyjną muzyką rumuńskich knajp, gdzie mężczyźni przygrywają na wszystkim co mają pod ręką od szklanek, po sztućce. Nietuzinkowy wokal romskich muzyków, oraz wykorzystanie takich instrumentów jak skrzypce, syntezatory, czy łyżki nadaje ich muzyce charakterystycznego brzmienia. Jak dotąd zespół wydał jeden album: Urban Gypsy.
26 kwietnia 2009 roku, Shukar Collective gościł (jako gwiazda) na koncercie w Krakowie w ramach II Festiwalu Kultury Rumuńskiej.

## Dyskografia
- Urban Gypsy (2005)
- Rromatek (2007)